# Вишнёвое (Гвардейский городской округ)
Вишнёвое — посёлок в Гвардейском городском округе Калининградской области. До 2014 года входил в состав Озерковского сельского поселения.

## История
Во времена Тевтонского ордена, в XIV веке, имение Капкайм было передано во владение принявшему христианство прусскому нобилю Складе. Одним из потомков Складе был Маттис фон Виндекайм, сын которого, Амброзиус, в 1478 году был депутатом Ландтага, а в 1480 году стал советником Великого магистра Тевтонского ордена Мартина Трухсес фон Ветцхаузена.
Имение Капкайм входило в состав крайса Велау правительственного округа Кёнигсберг. В XIX веке имение Капкайм принадлежало семье Хойбах.
Господский дом (замок) располагался у железнодорожной линии Кенигсберг-Инстербург рядом со станцией Гросс Линденау (ныне посёлок Озерки). Замок был построен в начале XX века на месте строений орденских времён в стиле нового барокко. Здание имело две небольшие башни, называемые бельведер, и одну башню более значительных размеров — астрономическую. Подле замка имелся сад со скульптурой-фонтаном. К востоку от господского дома располагался замковый парк, в котором произрастало более 30 видов редких деревьев. В парке находились бассейн, стены которого были облицованы мраморной плиткой, и мавзолей.
В 1920-е годы в замке разместилась школа ткачей. В экономике крайса Велау заметное место занимала льняная фабрика Капкайма, которой руководил Вильгельм Нойфельд.
30 сентября 1947 года Гросс Капкайм был переименован в посёлок Вишнёвое.

## Население
| 2002 | 2010 |
| ---- | ---- |
| 59   | ↘54  |